# 渋谷教育学園幕張中学校・高等学校
渋谷教育学園幕張中学校・高等学校（しぶやきょういくがくえん まくはりちゅうがっこうこうとうがっこう、英語: Shibuya Education Academy Makuhari Junior and Senior High School）は、千葉県千葉市美浜区に所在し、中高一貫教育を提供する私立中学校・高等学校。
略称は「渋幕」。
高等学校において、中学校から入学した内部進学の生徒と高等学校から入学した外部進学の生徒との間で、第2学年から混合してクラスを編成する併設混合型中高一貫校。

## 概要
東京都渋谷区で渋谷女子中学校・高等学校（現：渋谷教育学園渋谷中学高等学校）を運営していた学校法人渋谷教育学園が千葉県および県私立中学高等学校協会からの呼びかけに応じ、1983年、幕張A地区に渋谷教育学園幕張高等学校を開校。帰国生や留学生を受け入れている。
授業は教諭と生徒で作り上げるものとし、「シラバス」を配布している。日本の中学・高校で初めてシラバスを配布した学校といわれている。
国内の大学だけでなく海外の大学進学にも力を入れ、一般入学の生徒でも海外大学に進学できるような教育が行われていて、国内の高校別海外大学合格者数では全国トップレベルとなっている。東大合格者数は特に2000年代から急速に人数を伸ばし、2010年代に入ってからは全国で10位以内に入っている。

### 教育方針
教育目標は以下の通りである。
「自調自考」は、これからの時代は、のちに役に立たなくなることもあるかもしれない「知識を学ぶ」学習だけではなく、「学び方」そのものを学ぶことが大事であるということから、英語の「Learning to be-Active Learning-」から採られた。「自調自考」は学校行事（現地集合・現地解散など）や入試問題（暗記に終始せず、理由も問う問題）などにも現れている。

### 校章
幕張の頭文字Mを、豊かな人間性を象徴する円とエンジュ（槐）の葉が囲む。槐は校樹であり、細かい年輪と堅い幹によってどんな風雪にもよく耐えることを学校と重ね合わせている。

### 制服
- ブレザー：中高ともに紺であり、左胸に校章が入る。11月から4月に開催される式典において着用が義務付けられており、それ以外の場面においての着用は任意である。
- ワイシャツ、ブラウス：中高ともに水色である。
- ポロシャツ：2020年の制服見直しの際に導入された夏用の制服．男女とも，中高ともに紺色である。
- ズボン、スカート：中高ともにグレーであり、夏用と冬用で生地が異なる。また、スカートにはオプション品として先述の2種類とは違う緑のチェックと白&青のチェックのものがさらに2種類存在し、それらは夏冬問わず着用可能である。なお、女子がズボンを着用することも可能となっている。
- ネクタイ、リボン：中高ともに青地にオレンジの線が入る。夏服期間中は着用しなくてもよい。また、オプション品として先述のものとは違うデザインの紺地に灰色の線のものと紺地に赤色の線のものが存在し、合計で3種類のデザインがある。11月から4月の間、ネクタイ・リボンの着用が義務付けられている。また、式典においては、オプションのネクタイ・リボンは着用できない。
- セーター：学校指定品が定められている。
- 靴下、靴、コート：自由である。色の指定などもなにもない。

以前は、ワイシャツ、ブラウス、ネクタイ、リボンは中高でデザインが異なり、ブレザーも校章の部分のみ異なっていたが、2020年の制服見直しで変更となり全て中高で共通となった。
なお、体操着はアディダス製であり、紺色ベースであるが、学年色（緑・青・赤のいずれか）の部分もある。2009年から現在のものとなっている。なお、登下校時は制服を着用することとなっているため、長期休業中でも体操服などでの登下校はできない。

### 施設

#### 校内施設
- 中学棟

中1・中2の普通教室などがある。人間工学に基づいた特別な机が配備されている。

- 高校棟

中3～高3の普通教室や家庭科室などの特別教室、事務室や校長室、保健室などがある。普通教室には電子黒板機能付きプロジェクタが完備されている。また、屋上には天文部や授業で使用する天文台がある。
- 理科棟

1階に物理地学、2階に生物、3階に化学の専門教室がそれぞれ2つずつあり、4階には第1啓発室と名付けられた大教室がある。
- メモリアルタワー（新棟）

2013年に30周年記念事業として建設。1階と2階には学校図書館としては最大級の蔵書数を誇る図書館と特別教室、柔剣道場がある。また、3階には主に情報の授業で使用されるコンピュータ室、マルチメディア室と、主に中学生の授業で使用される物理、化学の専門教室がある。4階は音楽フロアとなっており、2つの音楽室、5つの音楽練習用の個室と2つの軽音楽スタジオ、そして楽器庫がある。5階には美術室が2つと、書道室があり、またクライミングウォールが設置されている。6階には第2啓発室と名付けられた大教室がある。
- 柔剣道場

メモリアルタワー（新棟）2階にあり、体育の授業のほか、剣道部と空手道部がそれぞれ使用している。空調設備完備。
- 第1体育館

空調設備完備。体育の授業のほか、多くの部活動が使用する。
- 第2体育館

空調設備完備。体育の授業のほか、多くの部活動が使用している。2階には卓球場があり、体育の授業のほか、卓球部が使用している。
- 部室棟

各部活の部室がある。
- 弓道場

新棟4階にある。弓道部専用。
- プール棟

25m×5レーンの温水プールと採暖室があり、主に水泳部の活動や体育の授業で使用される。
- 第1グラウンド

ナイター施設完備の人工芝グラウンド。また、90m×5レーンの全天候型トラックがある。体育の授業のほか、陸上、サッカー、野球、ラクロスなど多くの部活動が使用する。
- 第2グラウンド

一般的な砂のグラウンド。体育の授業のほか、ハンドボール部が使用している。
- テニスコート3面

第一グラウンドに隣接しており、体育の授業のほか、テニス部の活動で使用される。
- 田村記念講堂

収容人数1000人程度。入学式や卒業式、講演会などの学校行事で多く使用される。また、吹奏楽部がここで活動しており、定期演奏会もここで行われている。
- カフェテリア

2012年4月に新装オープンした。食堂機能を有し、購買部や自動販売機があり、交通系ICカードが使用できる。
- 茶室

開校当時に銚子市の篤志家から寄贈された。主に茶道部が活動で使用しており、文化祭では茶道部主催の茶会が催されている。

#### 校外施設
- 第3グラウンド

千葉市若葉区小間子町にあり、校舎からは自動車で1時間程度かかる距離にある。主に野球部が使用している。センター125m、両翼93mの野球場に加え、クラブハウスがある。
- 第4グラウンド

千葉市美浜区若葉にあり、校舎からは徒歩10分ほどの距離にある。マルチタイプの人工芝グラウンドで、テニスコート8面分の広さがある。体育の授業のほか、テニス部やフットサル部の活動で使用される。

## 沿革

### 略歴
1983年、学校法人渋谷教育学園の設立で高等学校が開校。同学園理事長の田村哲夫が2021年度まで校長を務める。

### 年表
- 1981年 - 県および県私立中学高等学校協会からの呼びかけに応じ、幕張A地区への高校新設を決定[2]
- 1983年 - 男女共学の渋谷教育学園幕張高等学校が開校
- 1984年 - 温水プール棟落成
- 1986年 - 附属中学校が開校。田村記念講堂が落成。
- 1996年 - 理科棟竣工
- 2003年 - 渋谷教育学園幕張高等学校附属中学校を渋谷教育学園幕張中学校に改称
- 2004年 - セミナー棟落成
- 2006年 - 第1グラウンドが人工芝化
- 2013年 - 図書館新棟（30thメモリアルタワー）竣工
- 2014年 - 渋谷教育学園創立90周年記念式典を開催
- 2017年 - 第4グラウンド竣工[10]
- 2022年 - 田村哲夫が校長を辞任し学園長に着任。田村聡明が校長に着任。

## 授業
授業はシラバスに基づいて行われる。シラバスとは、全学年全科目の学習内容・学習計画・ねらい・副教材・成績評価などについてまとめられた冊子で、各学年の初めに配布されている。なおシラバスを中学・高校で導入したのは日本初である。
1学級の生徒数は、中1・中2は30名程度、中3～高3は40名程度である。高1ではaグループ（中学入学生）とgグループ（高校入学生）は別クラスであるが、高2・高3ではag混合クラスとなる（ただし数学の授業を除く）。
高1までは各学年の全履修科目を全生徒が学習するが、高2から授業は文理・選択科目別となる。ただし高2では文理合同のクラスである。

### 英語
中学では、週5時間は日本人英語教員が検定教科書に基づいて授業を行う。週1時間はネイティブ講師による英会話の授業である。高1では週6時間全て日本人教員による授業だが、高2以降は週4時間の日本人英語教員による授業の他に、週2時間ネイティブ講師が主となって英語で（日本語を介在させずに）授業を行う。この授業では英作文の入試対策に限らず、プレゼンテーションやディスカッションも行う。
なお、帰国生は6年間を通して、別クラスで週6時間、ネイティブ講師による授業が行われる。この授業ではアメリカの大学の授業を意識している。

### 数学
中学範囲を中2までに完了させ、中3から高校範囲に入る。aグループは数学IA IIB 全範囲（確率分布を除く）の学習が高1までに完了する。理系生徒は高2以降は数学IIIの学習と高校数学の入試対策演習の授業、文系は高2以降は全て演習授業を行う。なおgグループのカリキュラムは異なる。

### 理科
中1では生物・地学、中2では物理・化学、中3では生物・物理・化学、高1では物理・化学を履修する（高1でgグループ希望者は放課後に生物の授業を選択可能）。高2からは文理ともに各自必要な科目を2科目選択する。ただし理系地学は選択できない。

### 社会
中1・中2では地理・歴史、中3では公民、高1では世界史・現代社会を履修する。高2以降は世界史・日本史・地理から文系2科目・理系1科目を選択する。なお、このうち1科目を高3で公民に変更することもできる。ただし理系世界史は選択できない。

### 自調自考論文
高1の初めから高2の夏休みにかけて「自調自考論文」を執筆し、提出することが義務づけられている。これはいわゆる卒業論文に近く、生徒はそれぞれのテーマを研究し、論文にまとめる。すべての生徒に自調自考論文についての担当教諭がつき、指導や助言にあたる。毎年優秀作品は本として納品される。

### 学園長講話
全学年を通して年6回（ただし高3は5回）「学園長講話」が行われる。中1は「人間関係」、中2は「自我のめざめ」、中3は「新たな出発」、高1は「自己の社会化」、高2は「自由とは」、高3は「自分探しの旅立ち」がテーマとなっている。

## 学校行事
- 4月：入学式
- 5月：校外研修（中1、中2）
- 6月：槐祭体育の部（スポーツフェスティバル）
- 9月：槐祭文化の部（文化祭）
- 10月：校外研修（中1、中2、高1）、修学旅行（中3、高2）
- 1月：中学一次入試、高校前期入試
- 2月：マラソン大会、中学二次入試、高校後期入試、中学合唱祭、開校記念日
- 3月：卒業式、ニュージーランドホームステイ（中3）

「プロフェッサー・ビジット (PROFESSOR VISIT)」
「プロフェッサー・ビジット」とは、国立大学13校の教員が全国各地の高校を訪れ、最先端の研究成果や、大学での学びの楽しさを伝える企画である。2018年度は、都留文科大学文学部国際教育学科の山辺恵理子講師による、タイトル「教育ってなんのため？「生徒」を卒業する前の高校生のための教育哲学入門」についての出張講義が2018年11月19日に行われた。

### スポーツフェスティバル
正式名称は「槐祭体育の部」である。例年6月に開催される。1日目は球技、2日目は球技とフィールド競技が行われる。競技は中高別々に実施される。2012年度からは赤・青・黄の3色となっていて、色分けはクラス単位である。なお高校生はクラスTシャツの作成・着用が認められている。

### 槐祭
槐祭（えんじゅさい）は正式には文化祭と体育祭両方の名称であるが、一般的には文化祭のことを指し、正式名称は「槐祭文化の部」である。例年9月の第2土曜・日曜に行われ、土曜は生徒、保護者、OB・OGなどの関係者のみの公開、日曜は一般公開となる。生徒運営の「文化祭実行委員会」（略称：文実）の下、中高全クラスが展示・演劇・映像などの発表を行う他、委員会・部・同好会なども企画に参加している。なお娯楽系の出し物は高校生にのみ認められている。
2004年に購買の販売物が原因である食中毒事件が発生したことを受け、2005年度からは、飲食物の販売は外部業者への委託のみであり、生徒（クッキング部・茶道部を除く）による模擬店などの企画は認可されていない。
例年古本市・バザー・お茶会（高校茶道部）で収益が発生するが、収益金は全額を慈善団体に寄付することとなっている。なお2014年度は赤十字社に637,839円を寄付した。
2021年度は新型コロナウイルス感染症の影響により、一般公開が取りやめとなり、代わりに「槐祭online」が公開された。
2020年度,2021年度の2年間にわたり公開を制限していたが、2022年度は受験学年の受験希望生徒に限ってWeb予約制での公開を予定している。

### 研修旅行・修学旅行
主に10月に行われる。「自調自考」の精神に則り、生徒が現地での見学地を自由に決め、基本的に「現地集合・解散」が行われている。行き先は高校39期生（2018年中学入学生）から変更となり、高校38期生までは、中1は野田と南房総方面、中2は鎌倉と長野方面、中3は奈良とニュージーランド、高1は広島となっていた。39期生からは、中1は野田と南房総方面、中2は鎌倉と奈良、中3はニュージーランド、高1は広島となるが、近く大幅な行き先の変更が行われることが示されている。42期生以降は、中1は野田と南房総、中2は鎌倉と東北、中3は奈良とニュージーランド、高1は広島、高2は中国（西安・北京）と九州の選択制である。ただし、39期生はコロナウイルスの影響で、高1で広島、高2の修学旅行は九州と奈良・関西の選択制となった。40期生はコロナウイルスの影響で中3のニュージーランド研修が中止となったため、修学旅行は九州とニュージーランドの選択制となった。41期生は中1の南房総が中止となり、中2で奈良、中3で北陸、高1で広島、高2で中国と九州の選択制となっていた。修学旅行は39期生からも例年通り高校修学旅行（高2）は中国が主な行き先となっているが、現地の状況を考慮して九州のみに変更されたり、中国と九州での選択制となったりすることがある。その他、主に高校生を対象にしてアメリカ、イギリス、シンガポール、ベトナム、北京、インドなどへのホームステイを、姉妹校である渋谷教育学園渋谷高等学校と合同で実施している。

### マラソン大会
開校以来続く行事の一つで、毎年2月に全生徒（高校3年生を除く）が高校男子・女子および中学男子・女子の4部門に分かれて1周5㎞のマラソンコースを走る。2011年度と2012年度は、東日本大震災による液状化の影響でコースの安全確保ができなかったため実施が見送られた。コースの修繕が完了した2013年度は実施する予定であったものの、前日に大雪が降った影響で中止された。2014年度より再開され、4年ぶりの実施となった。また、2019年度は第1グラウンドの芝生の張り替えの影響で中止となっている。2021年度より会場をZOZOマリンスタジアムとして行うことが予定されていたが、コロナウイルスの影響で2021年度は中止となった。2022年度は予定通り実施され、2023年度はスタジアムの工事により中止されている。2024年度からは再開される予定であったが、スタジアムの工事により再び中止された。

### 講演会
開校以来毎年、学校や後援会が著名人を招き校内で生徒を対象に進路講演会や文化講演が行われている。過去には茂木健一郎（脳科学者）、明石康（元国連事務次長）、松沢哲郎（霊長類学者）、鈴木亘（経済学者）、武田真一（アナウンサー）、藤崎一郎（前アメリカ合衆国駐特命全権大使）などが講演を行っている。

## 部・同好会活動

### 活動の概要
中高合わせて90を超える部・同好会が存在する。このうち高校には40の部と15の同好会、中学には30の部と10の同好会がある。
中学生の約9割が部活動に参加している。なお活動は原則週4日放課後の最終下校時刻（平日は中学夏季が18:00、冬季が17:30、高校が通年で18:30。土曜日は中学夏季が16:30、冬季が16:00、高校が通年で17:30）までとなっているが、大会直前などの特別な場合には朝練習や1時間程度の延長練習が認められる。
2006年に周囲365mの第1グラウンドを全て人工芝に貼り替え、陸上競技用短走路5レーンを合成ゴム舗装とした。2017年には第4グラウンドが完成し、部活動でも使用されている。

### 部・同好会一覧
以下は2024年現在の情報である。

#### 文化系部・同好会
- アニメ部（中学）・アニメーション部（高校）
- 演劇部（中高）
- かるた部（中高）
- 科学部（中学）
- 化学部（中高）
- 合唱部（中高）
- クッキング部（高校）
- 軽音楽同好会（中学）・軽音楽部（高校）
- 茶道部（高校）
- 室内楽部（中高）
- 写真同好会（中学）・写真部（高校）
- 将棋部（中高）
- 書道部（中高）
- 吹奏楽部（中高）
- 鉄道研究部（中高）
- 天文部（高校）
- ディベート部（中高）
- DeskTop Music Club（高校）
- 電気部（中学）・物理部（高校）
- 美術部（中学）
- Literature Club（中学）・文芸部（高校）
- 放送部（中高）
- 模擬国連同好会（中学）・模擬国連部（高校）
- アラブ同好会（高校）
- イエローフェアリー同好会（高校）
- 囲碁同好会（中高）
- International Circle（中学）・SDGsプロジェクト同好会（高校）
- English Club（中高）
- English Debate Club（中高）
- 折り紙研究同好会（中高）
- クイズ研究同好会（中高）
- Creative Writing Club（高校）
- コンピュータ同好会（高校）
- Newspaper Society（高校）
- 文化研究同好会（中高）
- 模型同好会（高校）
- 生物同好会（高校）
- 数学研究同好会（中高）
- 謎解き同好会（高校）
- 馬事研究同好会（高校）

#### 体育系部・同好会
- 空手道部（中高）
- 剣道部（中高）
- 硬式テニス部（男女別）（中高）
- 弓道部（中高）
- サッカー部（中高）
- 水泳部（中高）
- 体操部（中高）
- ドリルチーム部（中高）
- ハンドボール部（男女別）（中高）
- バスケットボール部（男女別）（中高）
- バドミントン部（高校のみ男女別）（中高）
- バレーボール部（男女別）（高校）
- フットサル部（高校）
- 野球部（中高）
- ラクロス部（高校）
- ラグビー部（高校）（現在活動休止中）
- 陸上競技部（中高）
- ワンダーフォーゲル部（高校）（現在活動休止中）
- ダンス同好会（中高）
- クライミング同好会
- ゴルフ研究同好会（高校）
- ドッジボール同好会（高校）

#### 特別団体
- 槐フィルハーモニー管弦楽団 - 吹奏楽部・合唱部・室内楽部の音楽系部活動3団体による合同オーケストラ。

### 主な活動実績
- クイズ研究同好会

第40回全国高等学校クイズ選手権（2020年）において優勝
- かるた部

第44回全国高等学校小倉百人一首かるた選手権大会（2022年）において優勝
- 模擬国連同好会

高校模擬国連国際大会への6年連続出場（2009年～2014年）、最優秀賞受賞（2014年）
- サッカー部

全国高校サッカー選手権出場1回、全国高校総体出場2回の実績があり、田中マルクス闘莉王や服部公太をはじめとした多くのプロサッカー選手も輩出。
他にも、水泳部、テニス部などが全国大会などでの実績を得ている。

### その他
高校入試では特別活動選抜試験（事実上のスポーツ・芸術の推薦制度）があるが、合格者は毎年数名程度である。

## 帰国子女教育
学校目標の一つである「国際人としての資質を養う」を受けて、帰国子女を対象とした帰国生入試が設けられている。なお、帰国子女枠で入学した生徒は、英語の授業は母語話者の教師によって一般生徒と別に行われる。また、数学は、入学後しばらくは一般生徒とは別に行われ、一般生の授業についていけると判断できた時点で合流する。

## スーパーグローバルハイスクール (SGH)
2014年、スーパーグローバルハイスクール (SGH) に指定された。研究開発構想は「多角的アプローチによる交渉力育成プロジェクト」である。課題研究のテーマは「食」としている。
和食研究
主に高2家庭科の授業で行う。和食の食材に対してクラス単位で研究し発表する他、会席料理についての学習なども行う。
論理的思考力と発信力の育成指導
高2・高3英語表現では、1クラスをネイティブの教員と日本人の英語教員の2名でデュアルティーチングを行う。特に高2は1クラスを2分割し、少人数（20名程度）授業を行う。
食の安全性についての学習
主に高2保健体育で行う。
学年発表会
SGH活動の一環として行われている。和食に関する発表会などが行われている。
海外研修の増設
行先は北京・ベトナム・シンガポール・インド・イギリスである。

## 進路
ハーバード大学、オックスフォード大学、MIT、カリフォルニア大学ロサンゼルス校、プリンストン大学、イェール大学、ロンドン大学、トロント大学などの海外の名門大学に合格者を輩出している。2015年～2017年の3年間の集計では、現役合格者を出した海外大学数は約70である。学校には10人以上の外国人教師がおり、海外大志望者のための講座や、米国などの海外大学への進学指導を専門とする外国人教師も置いて海外への進学を希望する生徒へのサポートを行っている。また、海外大学合格者は帰国生のみならず、一般生が全体の4割近くを占める。

## アクセス
- JR京葉線海浜幕張駅より徒歩10分。
- 京成千葉線京成幕張駅より徒歩14分。
- JR総武線幕張駅より徒歩16分。
  - 上記各駅より、路線バス（京成バス、千葉シーサイドバス、平和交通）「総合教育センター」下車すぐ[46]。

## 周辺環境
幕張新都心北端の文教地区に位置し、周辺には保健医療大学、幕張総合高等学校看護学科校舎、昭和学院秀英中学校・高等学校、放送大学千葉学習センター、千葉県総合教育センター、神田外語大学、帝京平成大学幕張キャンパス、幕張インターナショナルスクール等の施設が集まる。主に学校より幕張駅方面には住宅地、海浜幕張駅方面には複合商業施設やオフィスが広がる。他の主な周辺施設は以下の通り。
- イオン海浜幕張店（旧カルフール幕張店）
- イトーヨーカ堂幕張店
- 千葉市立幕張南小学校
- 日本アイ・ビー・エム
- 幕張海浜公園
- 幕張テクノガーデン
- 幕張メッセ
- メッセ・アミューズ・モール

## その他
- 創設者である田村哲夫は、母校である麻布学園の理事を長年にわたって務めたが、幕張中学高校を新設するにあたり、その際の経験を活かして「千葉の麻布をつくる」と周囲に宣言した[47]。
- 近隣の千葉県立幕張総合高等学校が開校する際、校名を幕張高校とする案があった[48]ものの、新設の県立高校名に「総合」の名が付されたことで本校との名称の重複は回避された。
- 本校の名称は商標登録されている[49][50]。
- 2011年3月11日に発生した東北地方太平洋沖地震（東日本大震災）による液状化の影響で、校舎や周辺が大きな被害にあった。春休み期間中に復旧工事が行われたため、幸い通常授業に大きな影響はなかった[51]。
- 2013年に6階建てのメモリアルタワーが完成した。メモリアルタワーには主に図書館、理科室、啓発室などがある。特に、図書館については蔵書数約12万冊[52]と学校図書室の中で東日本最大規模を誇る大規模なものである。
- 同じく中高一貫校である昭和学院秀英中学校・高等学校とフェンス1枚を隔てて隣接しており、始業時間は10分間ずらして設定されている。

## 著名な関連人物

### 学校関係者
- 田村哲夫（前校長、学園長、学校法人渋谷教育学園理事長、日本ユネスコ国内委員会元会長、麻布学園理事、日本私立中学高等学校連合会前会長、中教審委員、翻訳家、藍綬褒章受章）
- 宗像マルコス望（元サッカー選手、現サッカー指導者）※高校サッカー部監督および保健体育教師として勤務
- 今関雄太（陸上選手および指導者、第13回世界陸上代表）※渋谷幕張高OBであり、現在は現役選手のまま高校教員としても活動
- 恩塚亨（バスケットボール女子日本代表ヘッドコーチ）※2002年から2009年まで女子バスケットボール部顧問、保健体育教師として勤務[53][54]

### 著名な卒業生

#### 学術
- 内田麻理香（サイエンスライター、東京大学総合文化研究科・教養学部特任講師）
- 鈴木亘（経済学者、学習院大学経済学部教授）

#### 芸能・音楽
- 横田睦美（元おニャン子クラブ）
- 戸田愛子（藤原歌劇団ソプラノ歌手、現在劇団四季所属）
- 佐藤和俊（日本将棋連盟棋士・七段）
- 田中圭（俳優）
- 高田将司（俳優、スタントマン）
- 立川志の春（落語家）
- 三遊亭遊かり（落語家）
- 熊谷彩春（女優）
- 髙木竜馬（ピアニスト）
- 青山奈樹（タレント、声優）
- 新井仁（NORTHERN BRIGHTのボーカル・ギター）
- KUMI（LOVE PSYCHEDELICOのボーカル）

#### 政界
- 福田かおる（衆議院議員）

#### 財界
- 施井泰平（スタートバーン株式会社CEO）
- 平野拓也（元日本マイクロソフト代表取締役社長）
- 澤円（日本マイクロソフト業務執行役員）

#### スポーツ
- 高橋成美（フィギュアスケート選手）
- 井上怜奈（アメリカ合衆国のフィギュアスケート選手）
- 田中マルクス闘莉王（京都サンガ所属のサッカー選手、元日本代表、南アフリカW杯代表）
- 服部公太（サッカー選手、元サンフレッチェ広島ほか、現サンフレッチェ広島ユースコーチ）
- サンドロ（サッカー選手、サッカー指導者、元ジェフ市原、元アルビレックス新潟コーチほか）
- ジョズエ・ソウザ・サントス（サッカー選手、元サガン鳥栖ほか）
- アンドレイ（サッカー選手、元サンフレッチェ広島）
- アンドレ・ルイス・バラーショ（サッカー選手、元大分トリニータほか）
- レイナルド（サッカー選手、元湘南ベルマーレほか、現サッカー指導者）
- エジソン・ブルーノ・ヒラリオ（サッカー選手、元水戸ホーリーホック）
- 宮澤勇樹（サッカー選手、TuSエルンテブリュック）
- 長塚京子（プロテニスプレーヤー、プロ転向のため中退）
- 寺地貴弘（プロテニスプレーヤー）
- 高雄恵利加（プロテニスプレーヤー、プロ転向のため中退）
- 星谷健太朗（元バレーボール選手、慶應義塾大学男子バレーボール部監督）

#### アナウンサー・キャスター
- 皆藤愛子（フリーアナウンサー）
- 中澤有美子（フリーアナウンサー）
- 吉川淳子（フリーアナウンサー）
- 水卜麻美（日本テレビアナウンサー）
- 海保知里（元TBSアナウンサー）
- 秋鹿真人（NHKアナウンサー）
- 松下香織（山形放送アナウンサー）
- 岩谷源一（元RKB毎日放送アナウンサー）
- 三浦菜摘（東北放送アナウンサー）
- 堀菜保子（元NHKアナウンサー）

#### その他
- 葉賀ユイ（漫画家、イラストレーター）
- 太田ぐいや（脚本家、漫画原作者）
- 彩瀬まる（小説家）
- 小川哲（SF作家）
- かわいさとみ（セクシー女優）
- 藤富郷（気象予報士）
- 酒井潤（投資家、YouTuber）
- 五味康隆（モータージャーナリスト、YouTuber、元レーシングドライバー）

## 関連学校
- 学校法人渋谷教育学園
  - 渋谷教育学園渋谷中学高等学校
  - 早稲田渋谷シンガポール校高等部
  - 渋谷幼稚園
  - 浦安幼稚園
  - 浦安こども園
  - 阪本こども園
  - ブリティシュスクール・イン・トウキョウ（英国人幼・小・中学校）
- 学校法人田村学園
  - 多摩大学
    - 多摩大学目黒中学校・高等学校
    - 多摩大学附属聖ヶ丘中学校・高等学校

  - 目黒幼稚園
  - 大森双葉幼稚園
  - 三宿さくら幼稚園
  - 湘南国際女子短期大学
- 学校法人青葉学園
  - 青葉学園幼稚園
  - 東京医療保健大学